# ناتاليا مدرزيك
ناتاليا ميدزيك (بالبولندية: Natalia Mędrzyk) (المولودة ناتاليا كورنيكوفسكا في 13 يناير 1992 في غدانسك ) هي لاعبة كرة طائرة بولندية.
تلعب مع المنتخب البولندي . شاركت في بطولة أوروبا للسيدات للكرة الطائرة 2017 ،  وفي سباق الجائزة الكبرى العالمي للكرة الطائرة 2017 .

## روابط خارجية
- ناتاليا مدرزيك على موقع الاتحاد الدولي beach volleyball database (الإنجليزية)
- ناتاليا مدرزيك على موقع الاتحاد الأوروبي (الإنجليزية)
- ناتاليا مدرزيك على موقع عالم الكرة الطائرة (الإنجليزية)
- ناتاليا مدرزيك على موقع اللجنة الأولمبية الدولية (الإنجليزية)